# Orquesta Sinfónica de Israel Rishón LeZión

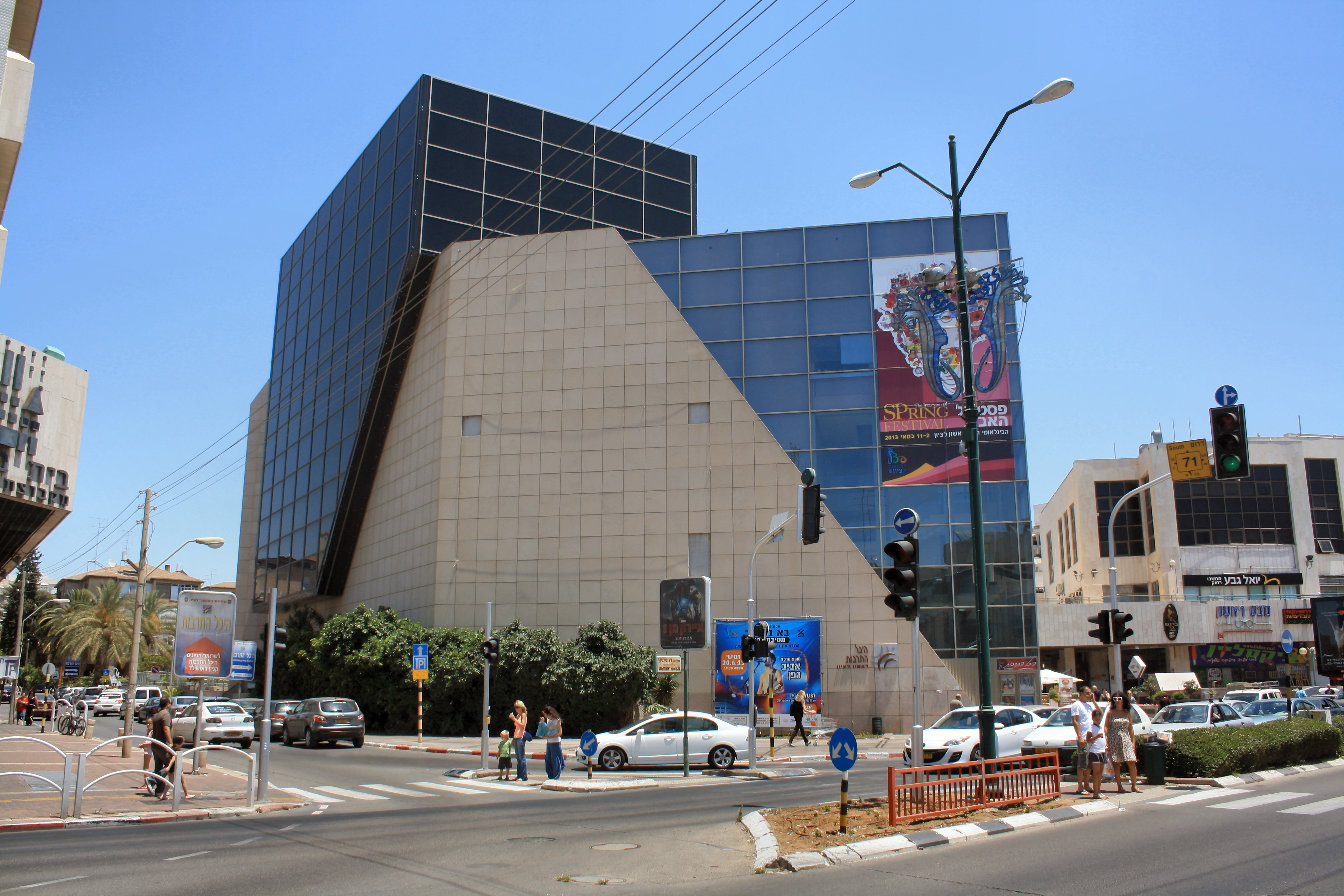
Salón Cultural Rishon LeZion

La Orquesta Sinfónica de Israel Rishon LeZion (OSI) (en hebreo: התזמורת הסימפונית הישראלית ראשון לציון) fue fundada en 1988 por el municipio de Rishon LeZion. Un año más tarde, en 1989, se convirtió en la orquesta residente de la ópera israelí de Tel Aviv. En un breve período de tiempo, la orquesta fue aceptada como una de las organizaciones musicales líderes e innovadoras en Israel. Como la orquesta de la ópera, la ISO participa en todas las actuaciones de la ópera israelí en la ópera de Tel Aviv y en las grandes actuaciones al aire libre, coronadas en los últimos años con actuaciones en el Festival de Masada.
Entre los directores musicales de la orquesta, cabe mencionar a Shimon Cohen, Noam Sheriff, Asher Fisch, Mendi Rodan,  Dan Ettinger y James Judd. El recientemente nombrado director musical y director principal es Dan Ettinger. El director general es Ofer Sela. La OSI ofrece una variedad de series de suscripción, conciertos familiares y actuaciones especiales para jóvenes y adultos mayores miembros de la comunidad. Las obras sinfónicas, vocales y de ópera de diversas épocas musicales son realizadas por directores y solistas aclamados internacionalmente.
Por su dedicación y destacados logros en el avance de las obras originales israelíes, la OSI ha sido galardonada con el Premio ACUM. Ha sido la primera orquesta de Israel en interpretar públicamente obras de Richard Strauss, Alexander Zemlinsky y otros autores, la OSI juega un papel importante en importantes eventos locales, festivales y conciertos, y crea un impacto comunitario vital de calidad en sus programas de música clásica, música contemporánea, canciones populares israelíes y música popular, danza contemporánea, arte moderno, cine y otros medios de comunicación.
La OSI ha recorrido los escenarios de Europa, China y América del Sur, actuando en los más prestigiosos festivales y en salas de concierto, recibiendo gran aclamación tanto del público como de la prensa. La OSI registra obras para la radio y la televisión, y ha lanzado una serie de discos compactos que incluye estrenos de obras israelíes.